# Arlington Court

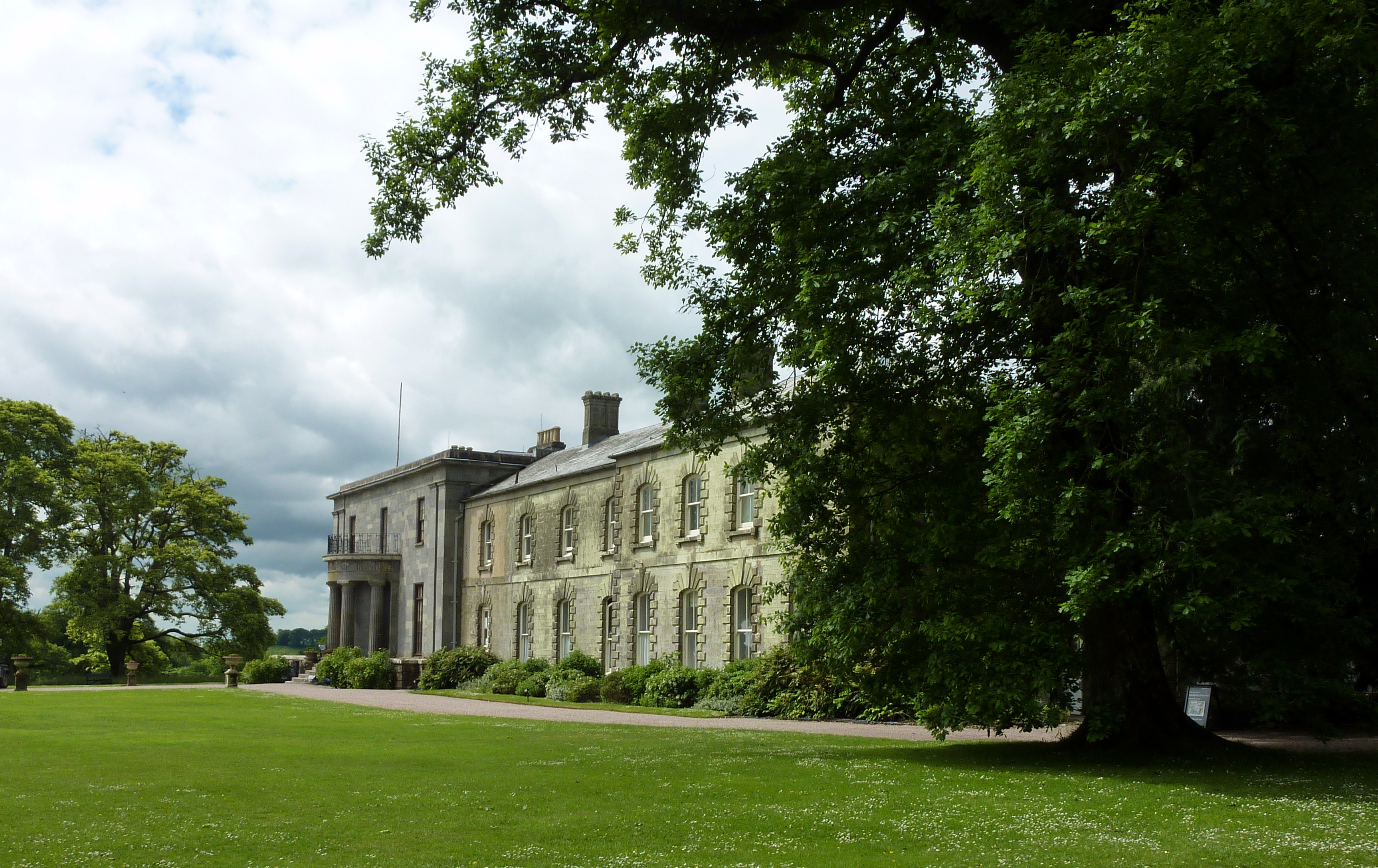
Arlington Court von Nordosten

Arlington Court ist ein Herrenhaus in Großbritannien. Das als Kulturdenkmal der Kategorie Grade II* geschützte Anwesen liegt etwa acht Kilometer östlich von Barnstaple im nördlichen Devon.

## Geschichte

### Bis zum Ende des 18. Jahrhunderts

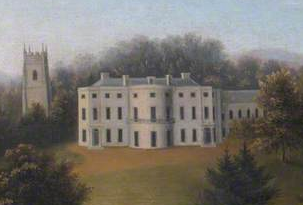
Das um 1790 errichtete und bereits um 1820 wieder abgerissene Herrenhaus von Colonel John Chichester. Gemälde von Maria Pixell von 1797.

Das Gut von Arlington wurde bereits 1086 im Domesday Book erwähnt. Durch Heirat mit Thomasia Ralegh, der Tochter und Erbin von John Ralegh erwarb es 1384 ein aus Somerset stammender John Chichester. Dessen Nachfahren konnten weitere Besitzungen erwerben, so dass Sir John Chichester (1474–1537) seinen Besitz unter seinen fünf Söhnen aufteilen konnte. Arlington fiel an den jüngsten Sohn Amyas Chichester (um 1512–1577). Amyas Chichester baute nach 1534 das bisherige Gutshaus weiter aus, dass sich etwa 200 m südöstlich des jetzigen Herrenhauses nahe der Pfarrkirche St James befand. Arlington blieb im Besitz der Nachfahren von Amyas Chichester. Die Familie gehörte zur Gentry von Devon und konnte durch Heiraten und Erbschaften ihren Wohlstand bewahren. Da sie aber am katholischen Glauben festhielt, waren Mitglieder der Familie seit der Reformation von öffentlichen Ämtern ausgeschlossen. Vermutlich wurde bereits im 16. Jahrhundert südöstlich des Herrenhauses ein umzäunter Jagdpark errichtet. Im 17. und 18. Jahrhundert war das Herrenhaus von einem formal angelegten Garten und von Obstgärten umgeben.

### Neubauten Ende des 18. Jahrhunderts und im 19. Jahrhundert
Ab etwa 1790 ersetzte Colonel John Chichester das alte Herrenhaus durch ein neues Herrenhaus an derselben Stelle. Den Entwurf für das einfache Gebäude im spät-georgianischen Stil lieferte der Architekt John Meadows aus London. Meadows starb jedoch bereits 1791, so dass das Haus ohne fachmännische Bauaufsicht errichtet wurde und aufgrund gravierender Baumängel um 1820 wieder abgerissen werden musste. Stattdessen ließ Chichester ab etwa 1820 ein neues Herrenhaus etwa 200 m westlich der Kirche errichten. Der Entwurf für das Haus stammt von dem Architekten Thomas Lee aus Barnstaple, der ein Schüler von John Soane gewesen war. Nach John Chichesters Tod 1823 ließ sein gleichnamiger Sohn John Chichester das Haus und den umgebenden Pleasureground vollenden. Dabei wurden die Innenräume teils erst nach Chichesters Heirat 1839. Chichester ließ auch den River Yeo aufstauen und so einen See im Süden des Parks anlegen. Die Wirtschaftsräume für das Herrenhaus befanden sich im Keller. Nicht zuletzt wegen der Brandgefahr ließ Bruce Chichester, der das Anwesen 1851 geerbt hatte, das Herrenhaus umbauen und durch einen Wirtschaftsflügel und durch einen Anbau mit einem Speisesaal erheblich erweitern. 1864 ließ er auch neue Stallungen mit einer Kutscherwohnung errichten. Auch den umgebenden Park ließ Chichester erweitern. Nach seinem frühen Tod 1881 erbte seine einzige Tochter Miss Rosalie Chichester das mit erheblichen Schulden belastete Arlington.

### Übergang des Anwesens an den National Trust
Miss Chichester ließ die Anlage im Wesentlichen unverändert. Durch sparsame Haushaltsführung konnte sie die Belastungen bis 1928 tilgen. Sie blieb unverheiratet und vermachte 1945 Arlington Court samt dem gesamten, meist verpachteten Grundbesitz von 971 ha dem National Trust, bewohnte jedoch bis zu ihrem Tod 1949 das Herrenhaus. Als der National Trust das Anwesen übernahm, war das Herrenhaus stark renovierungsbedürftig. Da es nach dem Zweiten Weltkrieg aber noch Einschränkungen im Bauwesen gab, ließ der National Trust den baufälligen Anbau mit dem Speisesaal abreißen, auch die von Holzfäule befallene Decke im ehemaligen Billardraum musste entfernt werden. Dafür erfasste und ordnete der National Trust die überreiche Sammlung von Zinngeschirr, Schiffsmodellen oder Muscheln, die Miss Chichester angelegt hatte, und öffnete das Herrenhaus und den Park als Museum. Der National Trust ließ auch die teils verwilderte Parklandschaft wiederherstellen. In den 1970er und zu Beginn der 1980er Jahre wurde der Pleasureground wiederhergestellt. Am 25. Februar 1965 wurde das Herrenhaus als Kulturdenkmal der Kategorie Grade II* unter Denkmalschutz gestellt. Die als Kulturdenkmal der Kategorie Grade II geschützten ehemaligen Stallungen dienten nach 1966 als Stellplatz für die Kutschensammlung des National Trust, aus der das National Trust Carriage Museum entstand. 2003 wurde neben den Stallungen ein moderner Museumsbau für die auf über 40 Kutschen angewachsene Sammlung errichtet. Seit 2011 ist in dem Museum auch die vergoldete Speaker's State Coach, die älteste der drei großen Staatskutschen in Großbritannien ausgestellt.

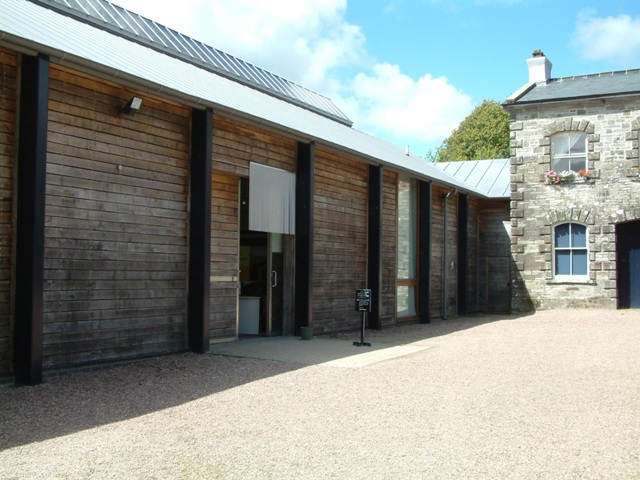
Der Neubau für das National Trust Carriage Museum

## Anlage

### Herrenhaus

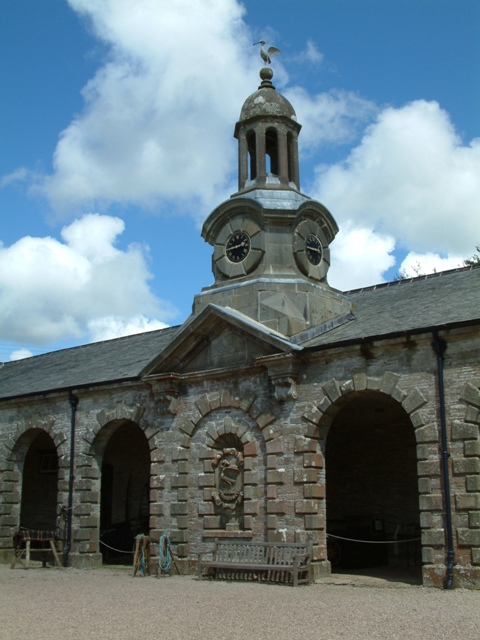
Der Hauptflügel der Stallungen mit dem Uhrturm

Das um 1820 errichtete Hauptgebäude ist eine rechteckige Villa im streng klassizistischen Stil. Die Fassaden des zweigeschossigen, unterkellerten Gebäudes bestehen aus glatten Steinquadern und sind an drei Seiten von einer Terrasse umgeben. Das flache Schieferdach ist von einer niedrigen Attika umgeben. Die Fassaden sind streng symmetrisch durch die im Erdgeschoss bis zum Boden reichenden französischen Fenster gegliedert. Der Haupteingang in der Mitte der Ostseite wird durch einen eingeschossigen Eingangsvorbau betont. Das Kellergeschoss erhält durch vergitterte Fenster unterhalb der Terrasse Tageslicht. An die Nordseite des Herrenhauses schließt sich der vor 1868 errichtete, L-förmige Wirtschaftsflügel an. Dieser ist etwas niedriger als das Hauptgebäude, dominiert dieses jedoch schon fast durch seine Länge. Zusammen mit dem Hauptgebäude bildet er eine hufeisenförmige Anlage, doch der zweigeschossige Flügel unterscheidet sich durch das sichtbare Schieferdach und durch die rustifizierten Fensterumrahmungen deutlich vom Haupthaus.

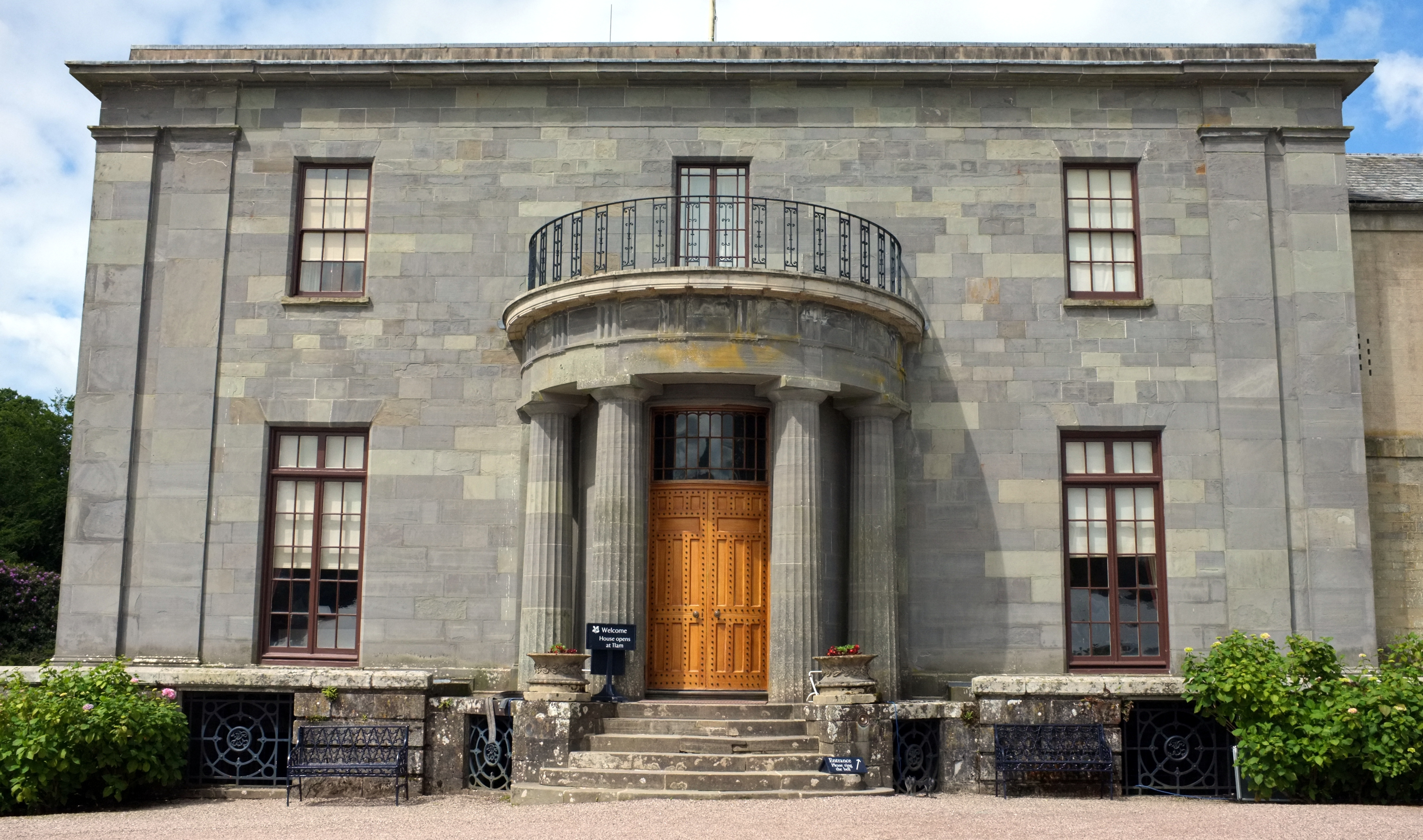
Die Ostfassade des Herrenhauses mit dem Haupteingang

Die prächtige Inneneinrichtung der Haupträume steht im Kontrast zum strengen Äußeren des Hauses. Durch eine kleine Vorhalle gelangt man in das weiträumige, prächtig ausgestattete Treppenhaus, das durch einen Umbau von 1865 entstanden ist. Ursprünglich erhielt das Treppenhaus nur durch ein Oberlicht Tageslicht, durch den Umbau erhielt es auch große Fenster an der Nordseite. In dem Treppenhaus sind in Schränken und Vitrinen ein Teil der Sammlungen von Miss Chichester ausgestellt, darunter zahlreiche Schiffsmodelle, die von französischen Kriegsgefangenen während der napoleonischen Kriege angefertigt wurden. Die Hauptrepräsentationsräume befinden sich im Erdgeschoss auf der Südseite, wo ein über zwanzig Meter langer Raum die ganze Gebäudelänge einnimmt. Dieser Raum wird durch Säulenpaare aus Stuckmarmor in drei Räume unterteilt, die durch faltbare Trennwände auch ganz abgetrennt werden können. Diese drei Räume, der Drawing Room, das Vorzimmer und der Speise- bzw. Empfangszimmer besitzen Stuckdecken aus der Erbauungszeit, die Tapeten im Vor- und Speisezimmer stammen noch von der Ersteinrichtung um 1839 und zeigen den Einfluss von Joan Soane auf seinen Schüler Thomas Lee. In den drei Räumen sind weitere Teile der Sammlungen von Miss Chichester ausgestellt, darunter die aus China stammende, aus rotem Bernstein angefertigte Statue eines Elefanten sowie ein aus Flandern stammendes Psalter aus dem 13. Jahrhundert. Weitere Räume im Erdgeschoss sind das Boudoir mit einem Deckengewölbe und Seidentapeten von 1839, ein Museumsraum mit weiteren Sammlungen sowie das Speisezimmer von Miss Chichester, das nach 1949 als Büro zur Erfassung des Inventars diente. Im Obergeschoss befinden sich die privaten Wohn- und Schlafräume der Familie. In einem dieser Räume wird im Wechsel je einer von vier französischen Wandteppichen aus dem 18. Jahrhundert gezeigt, die die vier damals bekannten Kontinente darstellen. Die Teppiche wurden wohl von Colonel John Chichester um 1790 erworben und hingen später in dem nach 1949 abgerissenen Speisesaal. Ein ungewöhnliches Ausstattungsstück ist eine von William Blake 1821 gefertigte Zeichnung mit einer mythologischen Szene. In der ehemaligen, geräumigen Küche im Wirtschaftsflügel befindet sich eine Cafeteria. Die Kellerräume des Herrenhauses, die ursprünglich die Wirtschaftsräume beherbergten, sind nicht zu besichtigen, da in ihnen eine große Kolonie von Kleinen Hufeisennasenfledermäusen lebt. Bei den Dekorationen im Haus, aber auch in den Wirtschaftsgebäuden und im Garten befinden sich zahlreiche Darstellungen von Reihern, dem Wappentier der Familie Chichester.

### Stallungen
Etwa 300 m östlich des Herrenhauses befinden sich die ehemaligen Stallungen. Die ursprünglich zweiflüglige Anlage wurde vermutlich nicht vollendet. Erbaut wurde der Ostflügel, in dessen Mitte sich ein hoher Uhrturm befindet. Links an den Ostflügel grenzt der kurze Südflügel, an den sich das zweigeschossige Kutscherhaus anschließt. Dieses enthielt im Erdgeschoss Unterstellmöglichkeiten für Kutschen und im Obergeschoss die Kutscherwohnung. Der moderne Museumsbau für das National Trust Carriage Museum befindet sich an der Westseite des Hofes. Der kleine Getreidespeicher aus Ziegelfachwerk auf der anderen Seite des Zufahrtsweges stammt ursprünglich von Dunsland House bei Holsworthy, bis er nach dessen Zerstörung durch einen Brand 1967 nach Arlington versetzt wurde.

### Garten und Park
Arlington Court liegt am westlichen Rand des Exmoors oberhalb des River Yeo. Das Herrenhaus ist von einem etwa 145 ha großen Garten und Park im englischen Gartenstil umgeben. Das Gelände fällt nach Westen hin steil zum Tal des River Yeo hin ab. Die gewundene Zufahrt führt durch eine locker bewaldete Landschaft und vorbei an der Mitte des 19. Jahrhunderts errichteten Home Farm, dem früheren Gutsbetrieb. Garten und Park sind seit 1987 als Kulturdenkmal der Kategorie Grade II* geschützt.

#### Garten und Pleasureground

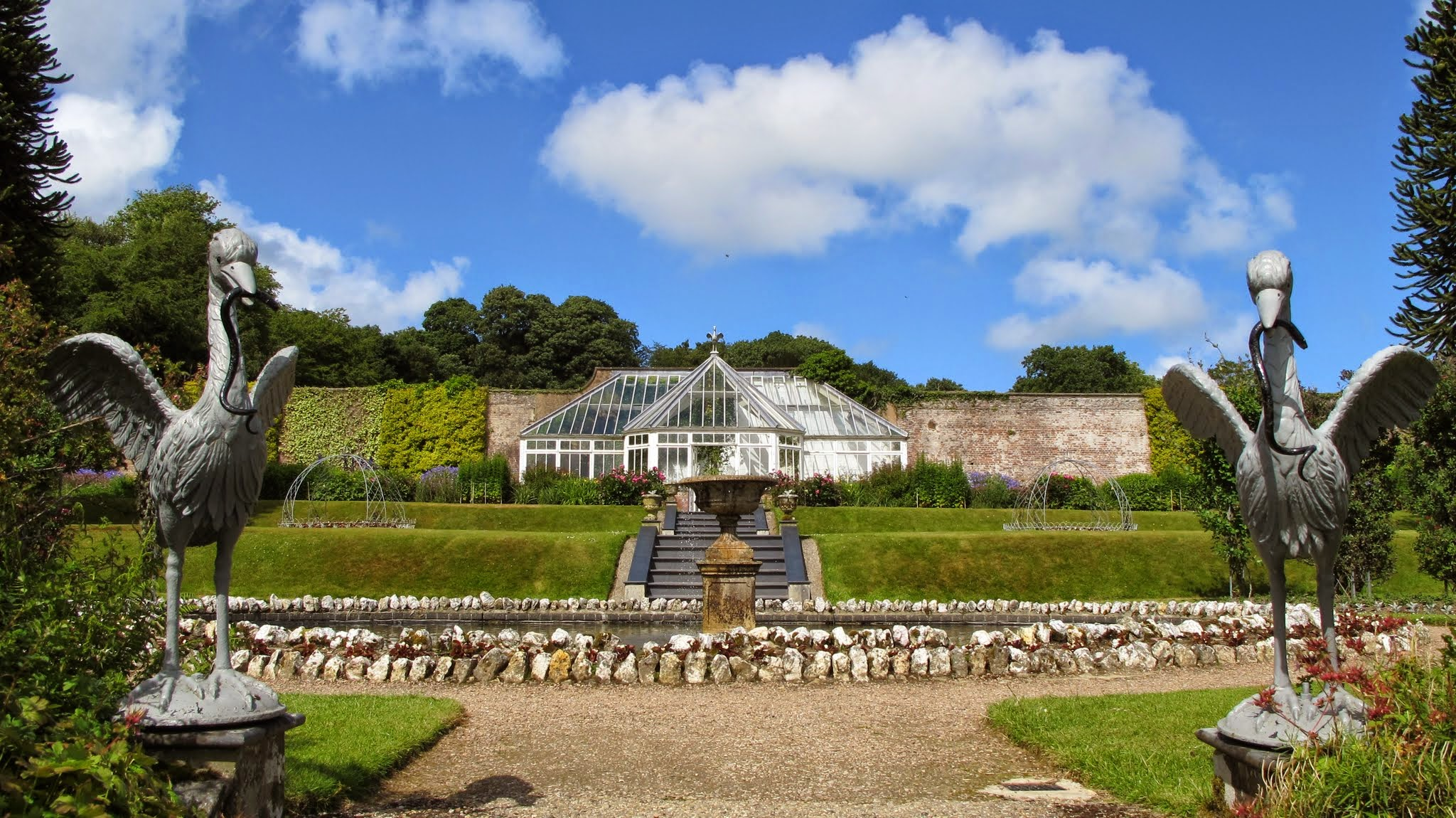
Der formale Garten mit dem Gewächshaus

Im Osten, Süden und Westen ist das Herrenhaus von einem Anfang des 19. Jahrhunderts angelegten Pleasureground umgeben, der Mitte des 19. Jahrhunderts erweitert wurde. Der etwa 20 ha große Pleasureground besteht aus mit Bäumen und Sträuchern locker bestandenen Wiesen, die durch einen Metallzaun und im Süden und Westen durch einen Ha-Ha von der zu Beginn des 19. Jahrhunderts angelegten Parklandschaft abgegrenzt sind. Durch die Lage auf einer Anhöhe oberhalb des River Yeo bieten sich vom Herrenhaus aus Ausblicke nach Osten, Süden und Westen. Deerpark Wood, ein etwa einen Kilometer auf der westlichen Seite des River Yeo liegendes Waldgebiet, dient als Blickfang.
Etwa 130 m nordöstlich des Herrenhauses liegt ein durch einen niedrigen Metallzaun und Hecken umgebener formaler Garten, der vermutlich in der ersten Hälfte des 19. Jahrhunderts angelegt und später im viktorianischen Zeitalter umgestaltet wurde. Im Norden grenzt der Garten an den ummauerten, vor 1844 angelegten Küchengarten an. An der Mauer angebaut ist ein Gewächshaus, das 1983 nach Plänen aus dem 19. Jahrhundert rekonstruiert wurde. Südöstlich des Gartens befinden sich das nicht zum Anwesen gehörige Glebe House, das ehemalige Rektorat, sowie die Pfarrkirche St James. Etwa 200 m südöstlich des Herrenhauses liegt ein Naturteich, der im 19. Jahrhundert als Wilderness Pond angelegt und in den 1970er Jahren restauriert wurde.

#### Der Landschaftspark
Der über 120 ha große Landschaftspark befindet sich vor allem westlich und südlich des Hauses. Er wird durch Hecken und Zäune begrenzt, so dass er in die umgebende Landschaft übergeht. Vom Wilderness Pond aus führt ein Weg durch The Wilderness, ein bewaldetes Tal mit einem kleinen Bachlauf, zum River Yeo. The Wilderness wurde im 19. Jahrhundert angelegt und ersetzte vermutlich einen spätmittelalterlichen Fischteich und einen früheren Obstgarten. Westlich und südlich des Herrenhauses befinden sich Weiden mit gezielt gepflanzten Bäumen und Sträuchern, hauptsächlich Buchen und Bergahorn. Der durch den westlichen Teil des Parks fließende River Yeo wurde 1837 zu einem See aufgestaut. Ursprünglich sollte er von einer von William Dredge entworfenen Hängebrücke überspannt werden, die jedoch nicht vollendet wurde und von der die Pfeiler erhalten sind. Nordöstlich des Sees befindet sich eine steinerne, nach einem Entwurf von Robert Adam zum Andenken an Rosalie Chichester errichtete Urne. Woolley Wood, ein Eichenwald etwa ein Kilometer südwestlich des Hauses, wurde wohl bereits im 16. Jahrhundert angelegt. Durch den gesamten Park führen mehrere Fuß- und Reitwege, die teils noch frühere Kutschwege sind.